# Гордеев, Наркис Михайлович
Наркис Михайлович Гордеев (1911-1942) — политрук Рабоче-крестьянской Красной Армии, участник советско-финской и Великой Отечественной войны, Герой Советского Союза (1943).

## Биография
Наркис Гордеев родился 14 октября 1911 года в Нижнем Новгороде в рабочей семье. С детства помогал в работе отцу-сапожнику.
Окончив семь классов школы, поступил учеником в мастерскую, затем работал столяром.
В 1939 году Гордеев был призван на службу в Рабоче-крестьянскую Красную Армию. Проходил службу в артиллерийских частях. Участвовал в советско-финской войне. В 1940 году был уволен в запас, заведовал табачным магазином. В начале Великой Отечественной войны Гордеев вновь был призван в армию и направлен на учёбу в Горьковское военно-политическое училище, окончив которое, стал комиссаром роты аэродромного обслуживания. С апреля 1942 года — на фронтах Великой Отечественной войны, был военным комиссаром батареи артиллерийского полка 1-й истребительно-противотанковой бригады 1-й истребительно-противотанковой дивизии Юго-Западного фронта. Отличился во время боёв под Харьковом летом 1942 года.
13 июня 1942 года в ходе боя у посёлка Великий Бурлук, когда погиб командир батареи, Гордеев принял командование на себя. Под его руководством батарея отразила несколько атак немецких танковых подразделений. Когда из строя выбыл наводчик одного из орудий, Гордеев встал на его место и подбил танк. 22 июня в районе хутора Михайловка Шевченковского района батарея, в которой к тому времени осталось 14 бойцов, приняла бой с превосходящими силами танковых подразделений противника. Бойцы батареи уничтожили 15 танков, 10 огневых точек, 8 автомашин, а также большое количество вражеских солдат и офицеров. Когда все орудия вышли из строя, бойцы продолжали вести огонь из стрелкового оружия. В том бою погибли все артиллеристы батареи, в том числе и Гордеев, до последнего момента руководившего их действиями. Все погибшие похоронены в братской могиле на хуторе Михайловка.
Указом Президиума Верховного Совета СССР «О присвоении звания Героя Советского Союза начальствующему и рядовому составу Красной Армии» от 4 февраля 1942 года за «образцовое выполнение боевых заданий командования на фронте борьбы с немецкими захватчиками и проявленными при этом отвагу и геройство» посмертно удостоен высокого звания Героя Советского Союза. Также посмертно был награждён орденом Ленина.

## Память
- В начале 2010 года дом в Нижнем Новгороде, в котором жил Гордеев и на котором была установлена мемориальная доска в память о нём, был снесён[3].